# 日本外科學會
一般社团法人日本外科学会（にほんげかがっかい）是一个致力于外科学领域的学术团体。该学会通过会员间以及与国内外相关学术团体的研究联系、知识交流和合作，旨在促进外科学的进步和普及。其业务包括推动学术文化的发展和提升外科医疗水平，以此为国民健康和福祉做出贡献。

## 沿革
- 1899年（明治32年）- 创立「日本外科学会」
- 1966年（昭和41年）- 获得社团法人认可

## 職責
- 举办会员研究报告会、学术讲座等
- 出版机关杂志、论文图书等
- 与国内外相关学术团体进行联络及合作
- 进行外科学相关的研究及调查
- 培养外科专门医师和运用专门制度
- 表彰优秀成就
- 推动终身学习活动
- 提供外科诊疗相关信息和指导
- 向公众提供外科医疗信息并进行教育普及
- 提出医疗政策建议
- 进行其他为达成目标所需的事业

## 教育活動
日本外科學會不定時舉辦以下研討會：
- 教育研討會（網上舉行）
- 終身教育研討會（網上舉行）
- 臨床研究研討會（網上舉行）

### 認證制度
日本外科學會提供以下認證：

外科醫生（自2002年12月起）
- 外科醫生23,792名（截至2023年1月31日）

日本外科學會認證醫師（自1984年12月起）
- 認證醫師22,023名（截至2023年1月31日）

日本外科學會指導醫師（自1994年12月起）
- 指導醫師7,549名（截至2023年1月31日）

日本外科學會認證註冊醫師（自2010年12月起）
- 認證註冊醫師3,182名（截至2023年1月31日）

## 出版期刊
- 《日本外科学会杂志》 - 每年出版6次[2]
- 《Surgery Today（The Japanese Journal of Surgery）》 - 每年出版12次
- 《Surgical Case Reports》 - 每年出版1卷

## 會員數目
- 39,742名[3]

## 來源
1. ↑  日本外科学会. .   [2020年4月4日]. （原始内容存档于2021年4月19日）.
2. 1 2 3  .   [2023-11-12]. （原始内容存档于2023-11-12）.
3. ↑  .   [2016-03-24]. （原始内容存档于2021-04-19）.

## 外部連結
- 一般社团法人日本外科学会 （页面存档备份，存于）